# 소방총감

소방총감의 계급장

소방총감(消防總監, Fire Commander)은 소방관 계급 중 가장 높은 계급으로, 소방청장으로 임명받게 된다.
차관급의 예우를 받게 되며, 치안총감(해양경찰청장 포함), 국군의 육, 해, 공군참모총장하고 동급이다. 
1996년에 신설되었을 때에는 1급 상당의 고위공무원(관리관)이었으나, 2005년 3월에 소방준감 계급이 신설되면서 차관급으로 격상되었다.
정무직에 가까운 계급으로, 인사권자(대통령)의 재량에 따라 임기 도중 해임 가능성도 배제할 수 없다.
고위급 간부(소방 수뇌부)로, 대한민국 소방공무원 조직에서 소방청장 단 한 사람만이 존재한다.
계급 정년은 따로 정해져 있지 않으며, 2년 임기에 연임 제도가 없다.

## 보직
- 소방청장[7]

## 같이 보기
- 소방관 계급 목록